# エバーグレーズの排水と開発

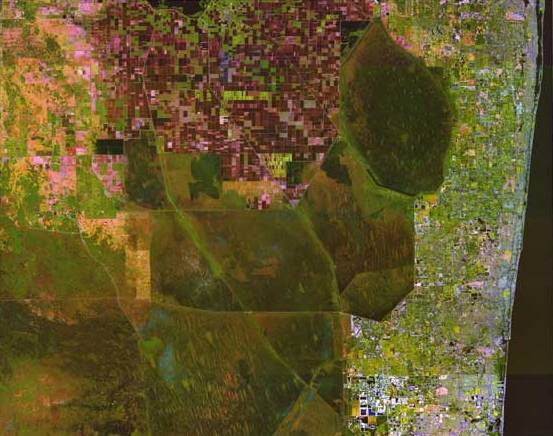
エバーグレーズ北部の衛星写真、2001年。農業地帯は赤、水質保存地域は1～3、南フロリダ都市圏は東（右）の海岸線に伸びている。
アメリカ地質調査所提供

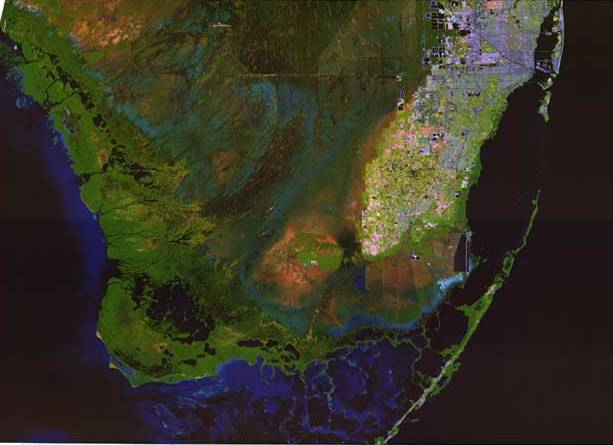
エバーグレーズ南部の衛星写真、2001年。エバーグレーズ国立公園、ビッグ・サイプレス湿地、フロリダ湾、および南フロリダ都市圏の南端が見られる。
アメリカ地質調査所提供

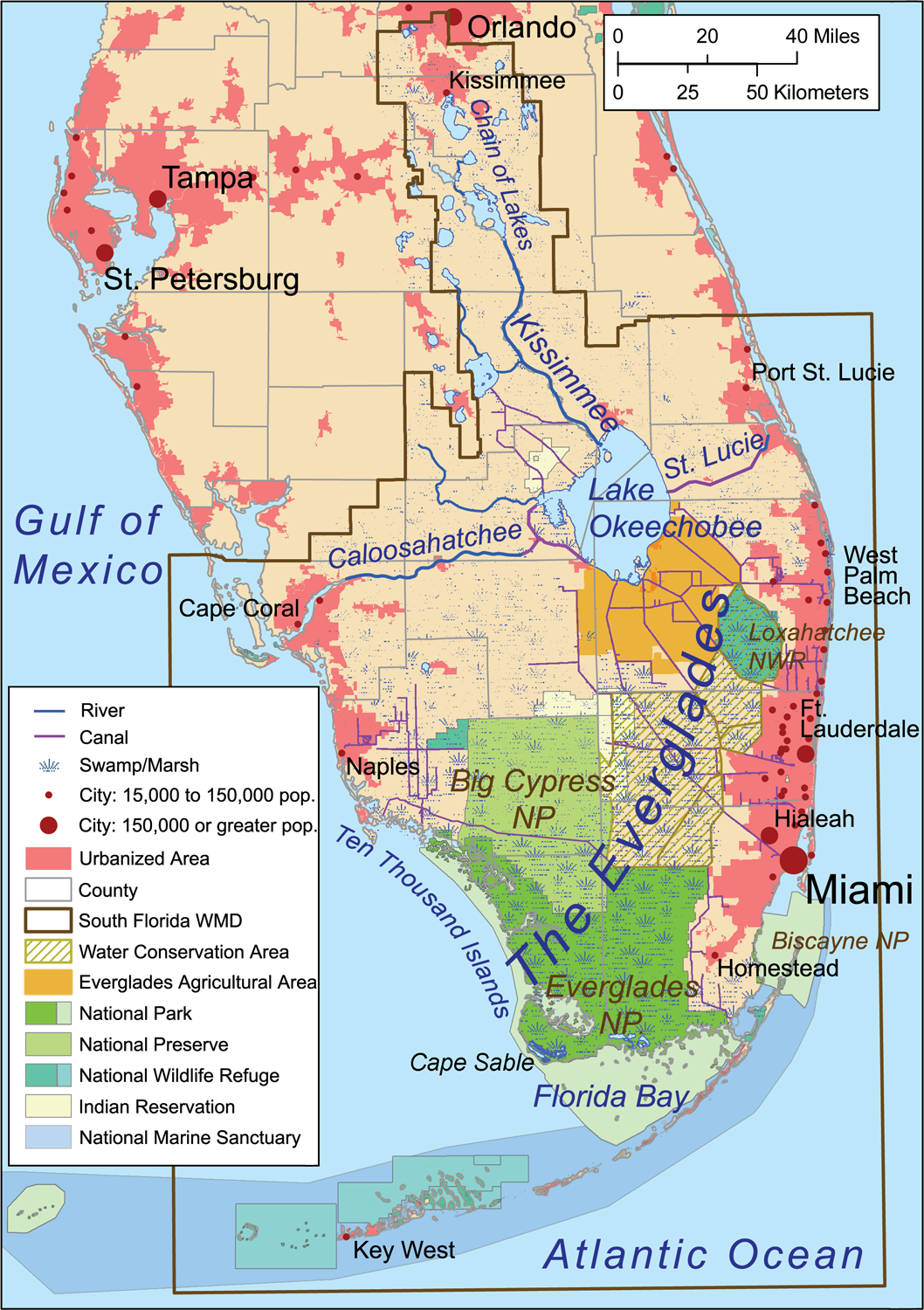
フロリダ半島南部の地図、北端中央がオーランド市、南フロリダ水質管理地区の管理領域（赤線で囲まれた領域）、オキーチョビー湖、ビッグ・サイプレス国定保護地、マイアミ都市圏、テンサウザンズ諸島（南西岸）、フロリダ湾（南岸）が見られる。

エバーグレーズの排水と開発（英: Draining and development of the Everglades）では、アメリカ合衆国フロリダ半島の南部にある大湿地帯、エバーグレーズの開発史を概観する。その始まりは19世紀前半に遡る。第二次セミノール戦争が勃発した1836年、エバーグレーズのセミノール族インディアンを討伐すべく、彼らの居住地を探し出すことがアメリカ軍の任務だった。その任務を遂行する過程で、この地域の地形を確定する必要があった。この作業はしばしば紛糾と混乱を伴うものだった。19世紀の後半には、領土の拡充と開発を狙うアメリカ合衆国において興味の対象は、エバーグレーズを農地として活用すべく湿地から排水することに向けられた。歴史家によると、19世紀の半ばから20世紀の半ばにかけてのアメリカ合衆国の当時の感覚からすれば、湿地をなくすことに何の抵抗はなかったという。実際それは正当とみなされ実行された。
政財界で繰り出される思惑、エバーグレーズの地形と生態系に関する無理解のせいで、排水計画の歴史は苦難にみちたものであった。エバーグレーズはオーランド近くを水源とする広大な排水流域の一部であり、広く浅いオキーチョビー湖に注いでいる。雨季にこの湖の保水量を超えたときに、平坦で幅広い川を形成し、その長さは100マイル (160 km)、幅は60マイル (97 km) にもなった。オキーチョビー湖から南のフロリダ湾に向けて地形は緩やかな斜面になっているので、水は1日半マイル (0.8 km) の速度で流れた。エバーグレーズに人が入って来る以前、このような排水の体系がフロリダ半島の南3分の1に広がっていた。この地域から排水しようという最初の試みは、1881年、不動産開発業者のハミルトン・ディストンによるものだった。ディストンが出資した運河は結果的に成功しなかったものの、ディストンが用地を買収したことで、地域の経済成長と人口増加がうながされた。その様子は鉄道界の大立者ヘンリー・フラグラーの目にも留まった。フラグラーはフロリダ半島の東海岸に沿って鉄道を敷き、海を伝ってキーウェストまで開発の手を伸ばした。この鉄道に沿って町が成長し、農地が耕された。
フロリダ州知事ナポレオン・ボナパルト・ブロワードは、1904年の選挙運動の間にエバーグレーズから排水することを公約し、後にはその計画がディストンのものよりもさらに効果的なものになった。ブロワードの公約は土地ブームに火を点けた。このブームは、技術者の報告におけるあからさまな誤りや不動産開発業者からの圧力、あるいは南フロリダ全体で急成長する観光産業によって促進された。人口が増えるとハンターの流入にも歯止めが効かず、多くの水鳥(羽毛のために狩られた）、アリゲーターなどエバーグレーズの多くの動物に破壊的な影響を与えた。
1926年と1928年の激しいハリケーンが南フロリダに壊滅的な被害を与え、オキーチョビー湖から洪水が起きたことで、アメリカ陸軍工兵司令部が湖の周りに堤を築くことになった。1947年のハリケーンでも洪水が起こり、南フロリダ全体に前例の無いような運河網が建設された。第二次世界大戦後に新たな人口ブームが起こり、中央・南フロリダ洪水制御計画が創設され、エバーグレーズは運河と水流制御装置によって細かく分割され、それで農地や新開発の都会に水が配られた。しかし、1960年代後半、エバーグレーズ国立公園に隣接して大きな空港を建設する提案があったことが契機になって、国民の注意はエバーグレーズの土地を開発することよりも、元に戻すことの方に向けられた。

## 探検時代

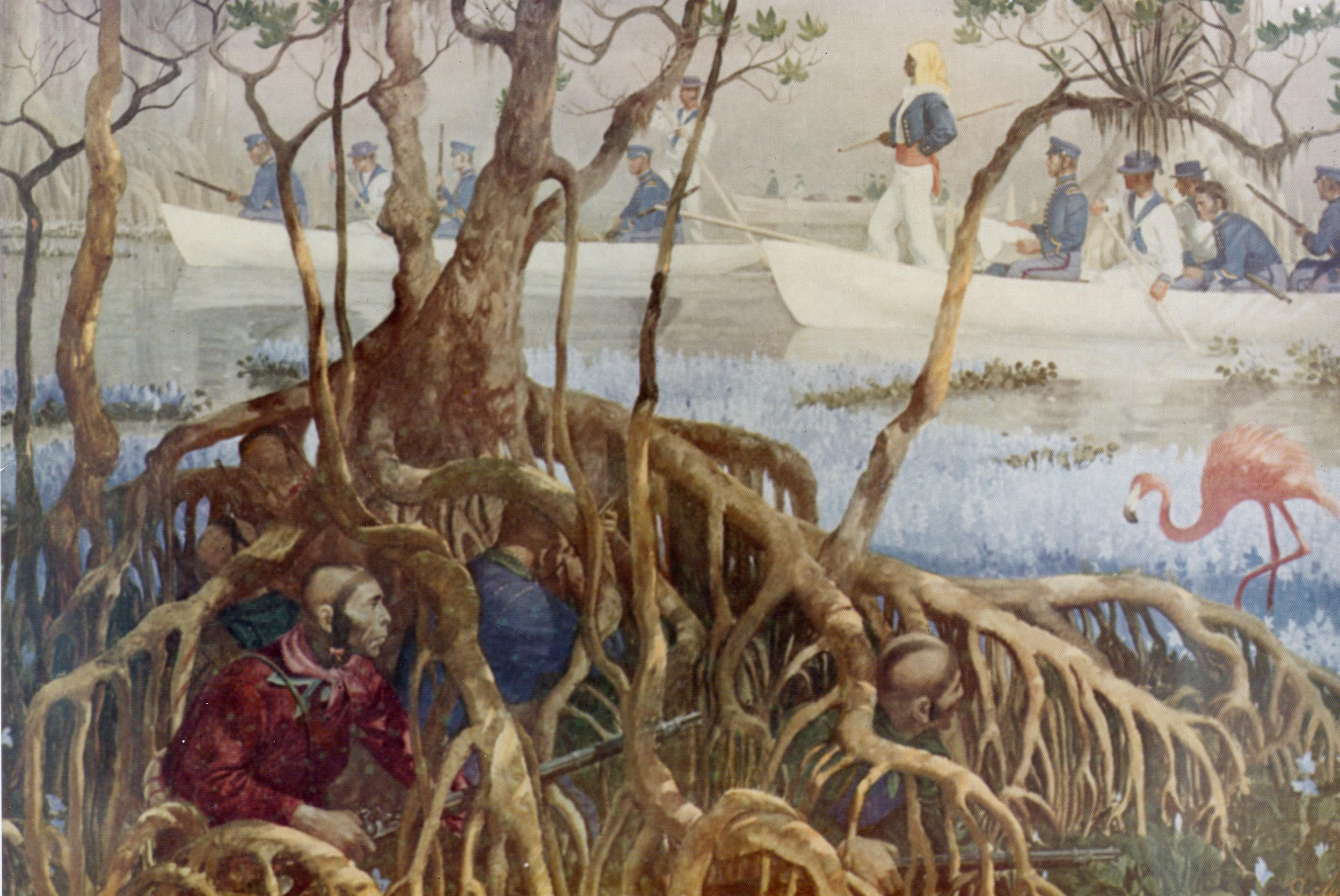
マングローブの間で、セミノール族インディアンを捜索するアメリカ海兵隊、第二次セミノール戦争

アメリカ人とエバーグレーズとの関わりは第二次セミノール戦争（1836年-1842年）に始まっており、これは金も時間もかかり、大変悪名高い紛争だった。アメリカ合衆国は3千から4千万ドルを費やし、1,500から3,000人の人命を失った。アメリカ軍はセミノール族インディアンをエバーグレーズに追い込み、彼らを見つけて戦いに勝利した後に、オクラホマのインディアン準州に移住させる任務が与えられていた。この戦争で約4,000人のセミノール族が殺害され、あるいは移住させられた。アメリカ軍はエバーグレーズで遭遇する条件に適合する装備を有していなかった。ソーグラスと呼ばれる鋭い葉をもつ雑草で衣類は破られ、でこぼこした石灰岩の床でその長靴はすり減り、蚊の大群に襲われた。兵士達の脚、足、腕がソーグラスで傷つき、壊疽に罹り、多くの者の生命あるいは脚を奪った。多くの者は蚊に起因する病気で死んだ。1842年、ある兵卒は泥の中を歩いた後に、極度の疲労の中で死んだ。トマス・ジェサップ将軍は1838年に、戦争を長引かせることを止めさせようとしていたアメリカ合衆国陸軍省に宛てた手紙の中で、陸軍はエバーグレーズの地形に負けていることを認めた。
フロリダがアメリカ合衆国にとっていかなる価値を有するかについての意見は賛否わかれた。湿地ばかりであり、恐ろしい動物が棲息する役立たずの土地であると考える者がいる一方で、国の繁栄のための神からの贈り物だと考えた者もいた。1838年「アーミー・アンド・ネイビー・クロニクル」に掲載されたコメントは、下記のように南フロリダを将来開発する案を支持していた。
気候はこの上なく快適である。土壌については実際の観測が不十分であり、そこまで確信を持って評価することはできなかったが、周辺の植生の外観から少なくともその一部は肥沃であるに違いない。土着民を定住地から追い出すとき（最終的に土着民は必ず出ていかねばならない）はいつでも、米国同胞の企業精神がすぐに耕作に最適な土地をみいだすだろうし、たとえ今は不毛で非生産的な沼地ばかりであっても、いずれは庭園のように花々しい土地へと変貌するだろう。これらの沼地は、夏季には豊富な雨による洪水が発生するため、目下の所この期間には居住不可であるというのが一般的な印象である。しかし、数多くの池沼の流出口が自然の水の流れ道になっており、仮にこの水の流れを何らかの形で妨げるものが氾濫を誘発したり助長したりしているということが証明されれば、きっとアメリカの産業界はこの氾濫の原因となっているものを排除しうるだろう。

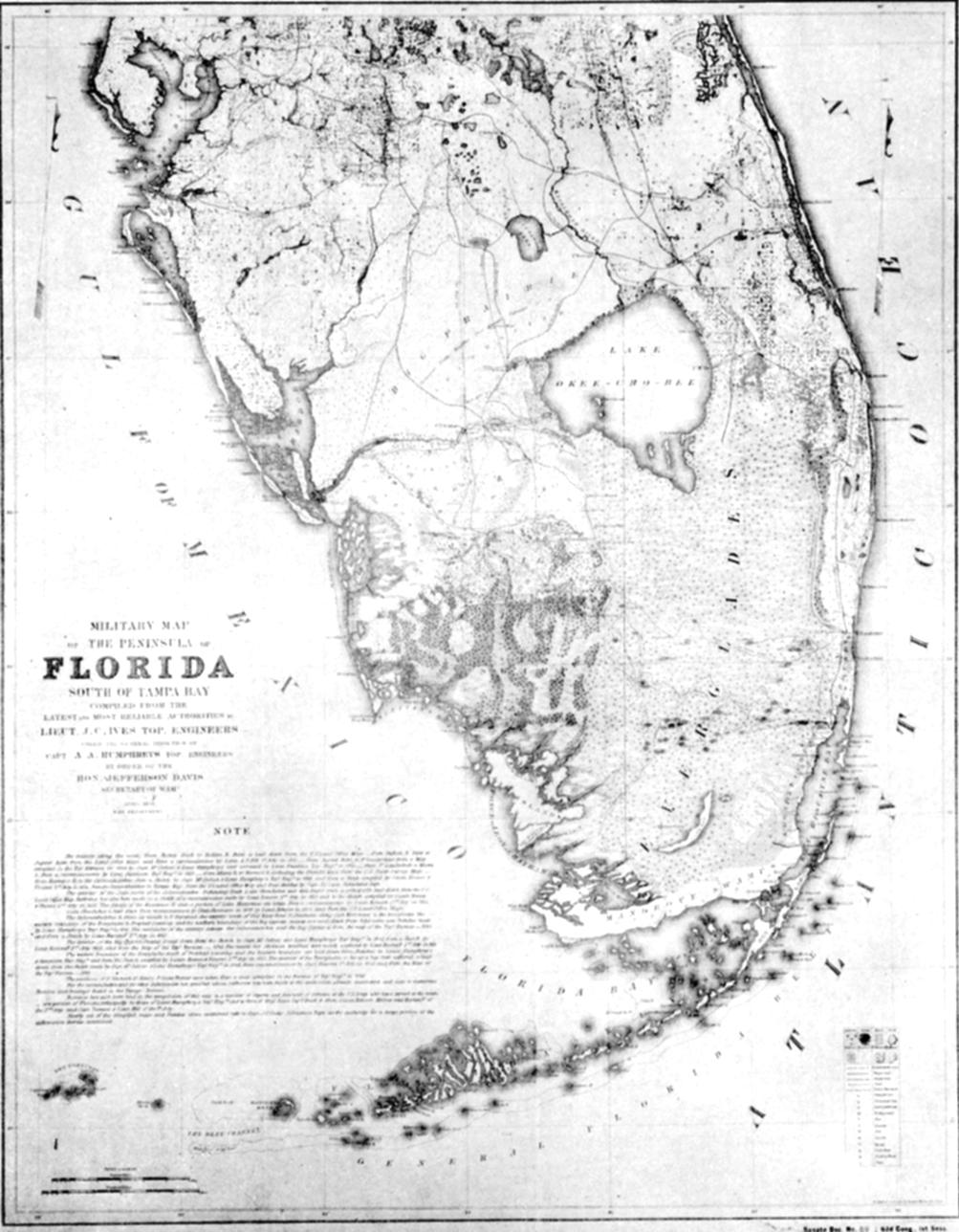
1856年のエバーグレーズの地図。アメリカ合衆国陸軍省作成、セミノール戦争の間の軍事行動で、エバーグレーズの特徴に対する理解が進んだ。

南フロリダに軍隊が進行したことで、この国の中でも理解が進んでいなかった地域は地図化の機会をえた。少なくとも1823年の時点で、公式報告書は大きな内陸の湖の存在を疑っており、それは1837年のオキーチョビー湖の戦いで陸軍がセミノール族に遭遇したときまで、そのままだった。1840年、ウィリアム・ハーニー大佐は、自分に対してまた弾薬庫に対して、繰り返し急襲を受けたことに報復するために、エバーグレーズに遠征隊を率いて入り、チェキカという名の酋長を追った。ハーニーに従ったのは16隻のカヌーに乗った90名の兵士だった。「セントオーガスティン・ニューズ」に掲載されたこの旅に関するある兵士の話が、一般大衆に向けてエバーグレーズについて書かれた最初の記事になった。この匿名の記者はチェキカの追跡や、通って行った地形について「これに似たような地形について私はどこにも聞いたことがない。草と緑の木で埋められた広大な海のように見える。悪辣なインディアンのために撤退を目指すとしても、白人がそこから彼らを追い出そうとすることはできないだろう。」と記していた。
軍事的に行き詰まりになったことについて最終的な非難の対象は、軍事的な準備、物資、指揮力あるいはセミノール族の優れた戦術にはなく、フロリダの入って行けない地形にあった。ある陸軍軍医は、「そこは住むためには実に最も恐ろしい地域であり、インディアン、アリゲーター、サソリ、蛙、その他忌まわしい爬虫類全てにとっては完全な天国だった。」と記していた。その土地は脅威あるいは憎しみの異常な反応を引き起こすように見られた。1870年、ある著作家がマングローブの森について、「史上最大の自然の見本市の無駄遣い。この見本市には隔絶した土地に広がる草木のカーニバルがある。ここにはそれが確かに存在するが、他所ではありえない。」と表現した。1885年には狩猟者、博物学者および収集家の1隊がこの地域に入り、初期マイアミ住人の17歳になる孫息子も連れて行った。シャーク川に入ると直ぐに、その景色が若者を驚かせ「その場所は野生で寂しく見えた。3時頃に、ヘンリーの神経に取り入ったように見え、我々は彼が泣いているのを見た。彼はその理由を告げようとしなかった。単に怯えているだけだった。」と記されていた。
1897年、ヒュー・ウィロビーという探検家がハーニー川河口からマイアミ川まで、1隊と共にカヌーで移動して8日間を過ごした。かれはその観察したことを記し、「ニューオーリンズ・タイムズ・デモクラット」に送った。ウィロビーは、オキーチョビー湖ではその水域が健康的で有益である、多くの泉と「多かれ少なかれ」1万匹のアリゲーターがいると書いていた。この隊はシャーク川の近くで夥しい数の鳥と出逢い、「数百を殺したが、それでも戻り続けていた」と記した。ウィロビーは、この国の他の部分の多くが探検され地図化されたが、フロリダのこの部分が残っていることを指摘し、「我々には長さ130マイル、幅70マイルの土地があり、アフリカの心臓部と同じくらい白人にはあまり知られていない」と記していた。

## 排水
1837年には既に、エバーグレーズを訪問した人が、水が無い時の土地の価値を次のように示唆していた。
自然の水路を深くすることで排水できるとしたら? 肥沃な植生土壌の広大な大地を耕作に開けないだろうか? 排水によって得られる水力は何らかの有益な用途に使えないだろうか? そのような排水は地域を不健康にするだろうか? ...このように多くの疑問が私の心によぎった。それらは地域全体の実験によってのみ解決できる。水位を10フィート (3 m) 下げられたら、おそらく60万エーカー (240 km2) の土地になる。これが肥沃な土壌であるとすれば、その可能性は強いのだが、熱帯性農作物のための畑が開けるではないか! 商業用にはどんな施設になることか!
1842年、フロリダ準州の代表であるデイビッド・レビーが提案した決議案がアメリカ合衆国議会を通過した。それは「アメリカ合衆国陸軍長官は、フロリダのエバーグレーズから排水する事業の実行可能性と推定費用に関して得られるだけの情報を下院に提出するよう指示をうけること」というものだった。この命令からアメリカ合衆国財務長官ロバート・ウォーカーが、セントオーガスティン出身のトマス・バッキンガム・スミスに、エバーグレーズから排水することの実現可能性について、そこの経験がある者に相談するよう依頼した。さらにメキシコ湾まで2本ないし3本の運河を引けば、十分だと伝えられているとも言っていた。スミスはセミノール戦争に参戦した士官達にそれに対する回答を求め、その多くがそこを南部のための将来の農業用地とするというアイディアに肯定的だった。ジョン・スピローグのように反対した者も幾らかはいた。スピローグは「インディアンにとっての隠れ場所となる以外、この国が何かできるとは考えられない。エバーグレーズから排水することが議論されるとして、私が引き受けるにはあまりに大きく、また全く実行できないものなので、それほど有益な主題についてペンを破壊すべきではない。それは腹まで水に浸かって渡り歩き、陸路にしろ水路にしろ西海岸を注意深く検査した者でなければ理解できない。」と言っていた。
それにもかかわらず、スミスは財務長官に報告書を渡し、排水を実行するために50万ドルの予算を要求した。その報告書はエバーグレーズに関して最初に出版された研究書であり、次のような結論を出していた。
エバーグレーズは現在、有毒な害獣のたまり場あるいは有害な爬虫類の生息地にのみ適している。その仕事が数百万エーカーの土地を生む政治家は、そこにある今はほとんど価値の無い土地を農産物で満たすことになる。かくしてその母国に資源を追加する者は……自分の世代のみならず子孫にも、大衆の利益に繋がる。彼は1つの州を創設することだろう!
スミスはエバーグレーズの縁を（現在は大西洋海岸リッジと呼ばれる）壊し、川の水源と海岸線を繋げば、この地域から水位で4フィート (1.2 m) の水を排水できると提案した。その結果、スミスはトウモロコシ、砂糖、米、綿花、タバコに適した農地が生まれると期待していた。
1850年、アメリカ合衆国議会は幾つかの州にその境界内にある湿地を譲渡する法を成立させた。その湿地と氾濫土地法は、州がその湿地を開発して農地にするならば、州にその費用を手当てする責任があるとしたものだった。フロリダ州は直ぐに委員会を結成してそのような試みに対して払う助成金を統合したが、南北戦争とその後のレコンストラクションのために、それに対する注意も資金も逸らされてしまった。エバーグレーズに再び注意が向けられたのは1877年になってからだった。

### ハミルトン・ディストンの運河

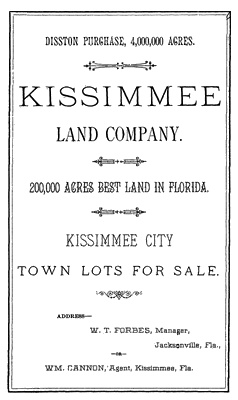
ハミルトン・ディストンによる土地販売公告

南北戦争の終戦後、内国改良基金と名付けられた機関が、助成金を使い、運河、鉄道、道路を通じてフロリダのインフラ改良にあたり、南北戦争によって負った負債の返済に熱心になった。内国改良基金の理事はハミルトン・ディストンというペンシルベニア州の不動産開発業者を見つけた。ディストンは農業のために土地の排水を行う実行計画に興味を示した。1881年には、400万エーカー (16,000 km2) の土地を100万ドルで購入するようにも説得された。「ニューヨーク・タイムズ」はその取引について、単一の個人がなした世界最大の土地買収だと言った。ディストンはカルーサハッチー川とキシミー川の水位を下げるためにセントクラウド近くで運河の建設を始めた。その労働者や技師はセミノール戦争の間に兵士が遭遇したものに似た条件に直面した。危険な条件の中で大変骨の折れる労働だった。この運河で当初川の周りの湿地の水位を下げられたように見えた。別にメキシコ湾とオキーチョビー湖の間で浚渫された水路も建設され、蒸気船で地域を航行できるようになった。
ディストンの技師はオキーチョビー湖にも注力した。ある仲間が「オキーチョビー湖が攻撃のしどころだ」と指摘していた。運河は「諸悪の根源であるキシミー・バレーからの流入に等しいか多い」ようにされた。ディストンは、オキーチョビー湖からマイアミに向かって長さ11マイル (18 km) の運河掘削を後援したが、技師が予測したよりも岩盤が深いことが分かったので、中断された。運河は地下水レベルを下げたが、その排水能力は雨季には足りなかった。この計画の失敗を評価した報告書では、「水位の低下は単純に運河の能力の問題であり、その救援のために掘られた可能性がある」と結論付けていた。
ディストンの運河は排水に失敗したが、彼が土地を購入したことでフロリダの経済を浮揚させた。それはニュースになり、観光客や土地の買い手などを惹きつけた。4年の間に土地の価格は2倍になり、人口もかなり増えた。新参者の一人はフォートマイヤーズで家を購入した発明家のトーマス・エジソンだった。ディストンはアメリカ国内とヨーロッパのあちこちに不動産販売事務所を開設し、土地を1エーカーあたり5ドルで販売した。フロリダ半島の西海岸と中部に町を設立した。特にイングランドからの観光客が標的であり、大勢からの反応があった。1893年、フロリダ州は「2人以上の土地所有者の請願に基づき、排水路、溝あるいは水路を建設する」法を通した。

### ヘンリー・フラグラーの鉄道
ディストンが土地を購入して、現金の裏付けができた内国改良基金は鉄道敷設計画を支援し、石油業界の大立者であるヘンリー・フラグラーが休暇を過ごしたセントオーガスティンに魅せられるようになった時に、その機会は自ずと訪れた。フラグラーは1888年に、セントオーガスティンに豪勢なポンセ・デ・レオン・ホテルを建設し、土地を購入して半島の東海岸に沿った鉄道の建設を始め、先ずはジャクソンビルからデイトナビーチに、さらに1893年には南のパームビーチまで延伸させた。フラグラーは、パームビーチの町があるバリアー島から川向いにホテルや鉄道労働者の町、「スタイクス」を設立し、それがウェストパームビーチになった。リゾートホテルを建設すると共に、準州時代の前進基地を観光地に変え、鉄道に沿った土地を柑橘農園に変えさせた。
1894年から1895年にかけての冬は降霜が激しく、南はパームビーチまで柑橘類の木を枯らした。マイアミ住人のジュリア・タトルがフラグラーにオレンジ原木の花を送り、マイアミに招待して、さらに南に鉄道を伸ばすよう説得した。フラグラーはそれ以前に何度か彼女の要請を断っていたが、遂に折れて、1896年までに鉄道はビスケイン湾まで伸びた。最初の列車が到着してから3か月後、マイアミ住人512人の全員が住民投票で町の法人化を決めた。フラグラーはマイアミを全米にむけて「魔法の都市」として宣伝し、ロイヤルパーム・ホテルがオープンした後は、極めて裕福な人々の第1の観光地となった。

### ブロワードの「エバーグレーズの帝国」

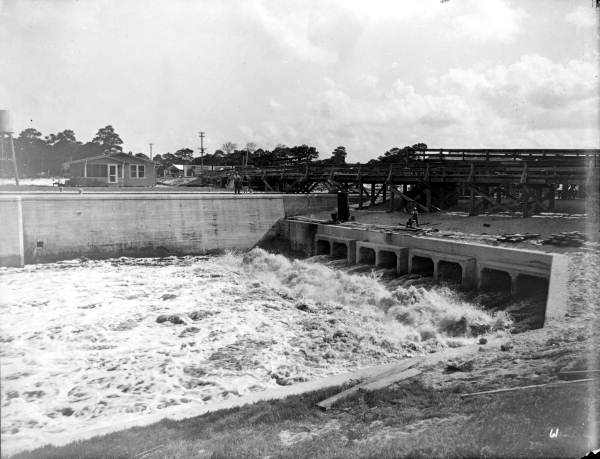
エバーグレーズ排水地区の運河閘門、1915年頃

400万エーカー (16,000 km2) の土地をディストンに売り、土地の価格が急上昇したにも拘わらず、20世紀への変わり目までに内国改良基金は管理の誤りのために破産状態だった。フロリダ州と鉄道所有者との間に、エバーグレーズで開墾された土地を売る権利は誰にあるかについて法廷闘争が続いた。1904年の州知事選挙で、最強の候補者だったナポレオン・ボナパルト・ブロワードがエバーグレーズの排水を主たる公約にした。南フロリダの将来を「エバーグレーズの帝国」と言い、その可能性をオランダやエジプトのものに擬えた。有権者に対して「海面より上にある一体の土地の排水を行うことが技術的に単純なことながら、彼らの力を超えていたと告白するのは、フロリダ州の知性と活力に対する実際の注釈となるだろう」と書いていた。ブロワードが当選してから間もなく、「不愉快な悪疫に支配された湿地から排水する」という約束を実行し、フロリダ州議会には委員会を設立して氾濫する土地の開墾を監督するよう指示した。その委員会は干拓事業で影響を受けることになる各郡に、1エーカー当たり5セントで課税することで始め、1907年にはエバーグレーズ排水地区を結成した。
1906年、ブロワードは、アメリカ合衆国農務省の干拓調査局からフロリダ州へ出向していた、技師のジェイムズ・O・ライトに排水のための計画を策定するよう求めた。1908年までに浚渫船2隻が建造されたが、僅か6マイル (9.7 km) の運河を開いただけだった。このプロジェクトは直ぐに金が無くなったので、ブロワードは不動産開発業者のリチャード・J・ボールズにエバーグレーズの土地50万エーカー (2,000 km2) を100万ドルで売却した。その後に技師の報告書が提出された。ライトの報告書の要約は内国改良基金に渡され、1エーカーあたり1ドルの費用で、185万エーカー (7,500 km2) の土地を排水するのに8本の運河があれば充分であるとしていた。その要約書が土地開発業者に公開され、彼らはそれを広告に使った。ライトと農務省はその報告書をできるだけ早く公刊するよう土地開発業者から圧力を掛けられた。ライトの監督者が報告書にある誤りを指摘し、排水に関する異常な熱狂も指摘したので、その公刊は1910年まで遅れた。この報告書の非公式版が出回り、あるものは不動産業関係者によって修正されていた。アメリカ合衆国上院議員ダンカン・U・フレッチャーが「アメリカ合衆国上院文書89」と呼ばれた急ごしらえの版を作成させ、以前の修正されない文章も含んでいたので、投機の嵐を生んだ。

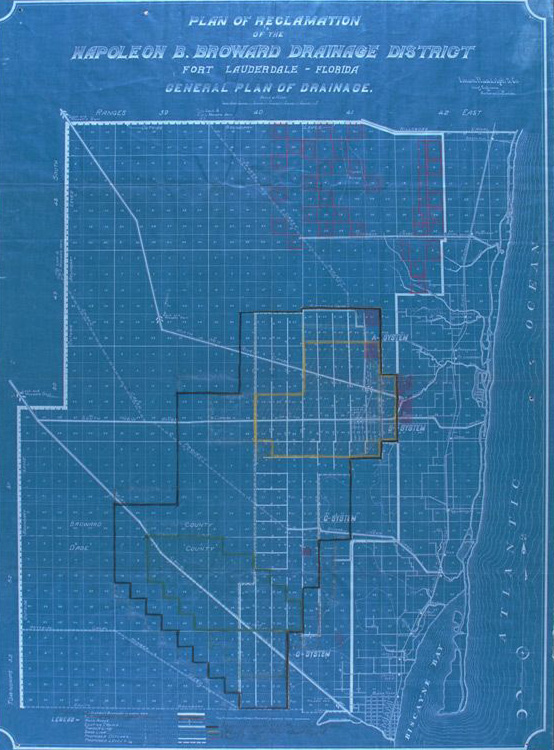
1921年の青写真。エバーグレーズの排水用運河が描かれている。

ライトの当初の報告書では、排水が難しいものではないと結論付けていた。運河を造ることはオキーチョビー湖の周りに堤を造るよりも費用対効果の良いものになるとしていた。排水後の土壌は肥沃なものになり、気候が負の影響をあたえることもなく、巨大な湖は乾季に農地の灌漑用に使えるとなっていた。ライトは、気象データの記録が1890年代に始まっていたので、15年分の気象データに基づいてその結論を出していた。その計算はジュピターとキシミーの町に集中していた。気象データがエバーグレーズの中にある場所のものが無かったので、報告書には入っていなかった。さらに雨量が最も多かった年については、ライトが変則的なものと仮定し、費用の面で運河の耐水量として計算して建設すべきではないとしていた。運河の能力についてライトが計算したものは、55%まで落とされていた。しかし、その最も基本的な誤りは、7月と8月の降水量に関する欠陥のあるデータに基づいて、最大雨量を1日4インチ (10 cm) として運河を設計したことであり、その頃に使うことのできたデータでは、24時間雨量で10インチ (25 cm) ないし12インチ (20 cm) の土砂降りがあることが分かっていた。
この報告書の結論について疑いを表明する者もいたが、特に「マイアミ・ニューズ・レコード」（「マイアミ・ヘラルド」の前身）の編集者フランク・ストーンマンがいたが、この報告書はアメリカ合衆国政府の1部門から出された完璧なものともてはやされた。1912年、フロリダ州はライトを排水監督者に任命し、不動産業はこの技術レベルが中程度の技師を、アメリカ合衆国干拓局に勤める湿地の排水について世界の最前線にある権威者だと精力的に宣伝した。しかし、アメリカ合衆国下院は、報酬がライトに払われたにも拘わらず、報告書が公式には出版されていなかったので、ライトのことを調査した。ライトの同僚がライトの結論に同意せず、報告書の出版を承認すること拒否したのが明らかにされたときに、ライトは辞任した。公聴会で証言したある者は「私はライト氏を絶対的にかつ完全に、いかなる技術的な作業にも無能であるとみなす」と言っていた。
ブロワード知事は1908年にアメリカ合衆国上院議員選挙に出馬したが、落選した。ブロワードとその前任者であるウィリアム・ジェニングスは、リチャード・ボールズの金で州を回り、排水を促進することになった。ブロワードは1910年にアメリカ合衆国上院議員に選ばれたが、就任前に死んだ。ブロワードはその指導力と進歩的な思いつき故に、フロリダ州全体で称賛された。急速に成長していたフォートローダーデールがその属する郡にブロワード郡と名付けて彼を顕彰した（当初はエバーグレーズ郡と名付ける計画だった）。ブロワードの死後1か月経って、エバーグレーズの土地は1エーカー15ドルで販売された。一方、ヘンリー・フラグラーは、鉄道沿線の町の人口が増えるごとに駅の建設を続けていた。パナマ運河建設のニュースを聞いたフラグラーは、その鉄道を最寄りの水深が深い港まで繋ぐことにした。ビスケイン湾は浅すぎたので、フロリダ本土の先端を通す路線を建設する可能性について、職人を派遣して探らせた。その職人は、エバーグレーズを通して鉄道を建設するための十分な土地がないと報告したので、フラグラーはその計画を変更して、1912年にキーウェストまで鉄道を伸ばした。

## 不動産ブームと水鳥の乱獲

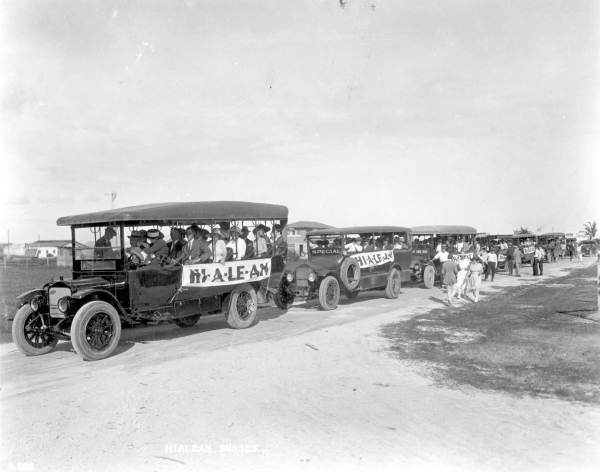
新しく排水されたハイアリアの土地を下見に来た購入見込み客を乗せたツアーバスの列、1921年

不動産会社は新たに掘削された運河沿いの土地の宣伝と販売を続けた。1912年4月、アメリカ合衆国全土の新聞記者達は最近排水が行われた土地へのツアーに招待されたが、乾季の終わりにあたる時期であったため記者達は排水措置が不十分である事に気付かず、新聞社に戻って工事の進捗を褒めそやした。
造成業者は数か月の間に2万区画の土地を売り上げたが、ライトの報告書について否定的なニュースが流れるに連れて、土地の価格は急落し、売上も下がった。
家を建てるための乾いた一筆地を購入したつもりだった人々が南フロリダに到着した時に見た物は、一生分の貯蓄を費やして購入した自分たちの土地が完全に水没している光景だった。造成業者は郵便詐欺で訴えられ逮捕された。広告では8週間の内に作物ができる土地を約束していたが、多くの場合、そこを切り開くだけでその位の時間を必要とした。除草のためにソーグラスなどの植物を焼こうとすると、その下にある泥炭が泥炭火災を起こすことが発覚した。動物やトラクターを使って土を耕してみても泥の中に嵌ってしまい、使い物にならなかった。その泥は乾燥すると黒い細塵へと代わり、砂塵嵐の原因となった。
移住者は齧歯類の動物、トカゲ類、刺咬性昆虫に煩わされ、蚊の媒介する伝染病や毒蛇、アリゲーターの脅威にも直面した。
最初の作物は直ぐに青々と発芽したが、一見何の理由も無いのに発芽と同様素早く萎れて枯れた。後に判明したことだが、泥炭と泥には銅などの植物の成長に必要なミネラルが乏しいことが原因だった。
最終的に農務省は1915年に小冊子を発行し、その中でニュー川運河に沿った土地の排水を続け肥沃に保つためには費用が掛かり過ぎることになると宣言した。しかし、フォートローダーデールの住民はその小冊子の全てを集め、燃やすという反応を示した。
エバーグレーズの近くにある町の人口が増えてくると、狩猟の機会も増した。その数十年前であっても、ハリエット・ビーチャー・ストウが、訪問者による狩猟に怯えており、1877年にフロリダでは初の保護のための文章を書いていた。「船のデッキは人で溢れており、我々の壮大な森の中で彼らの唯一の考えは何かを撃つという野生の願望であるように思われ、岸に居る全ての生きているものに発砲しようというものである。」と記した。カワウソやアライグマはその毛皮が人気で、最も広く狩られた動物だった。その他の生皮は、1つ8ドルないし15ドルの価格で売れた。数の多かったアライグマは、1915年時点で1つ75セントにしかならなかった。狩猟は規制されずに行われることが多かった。オキーチョビー湖に入った狩猟者は、1回の旅で250頭のアリゲーターと172匹のカワウソを殺したことがあった。

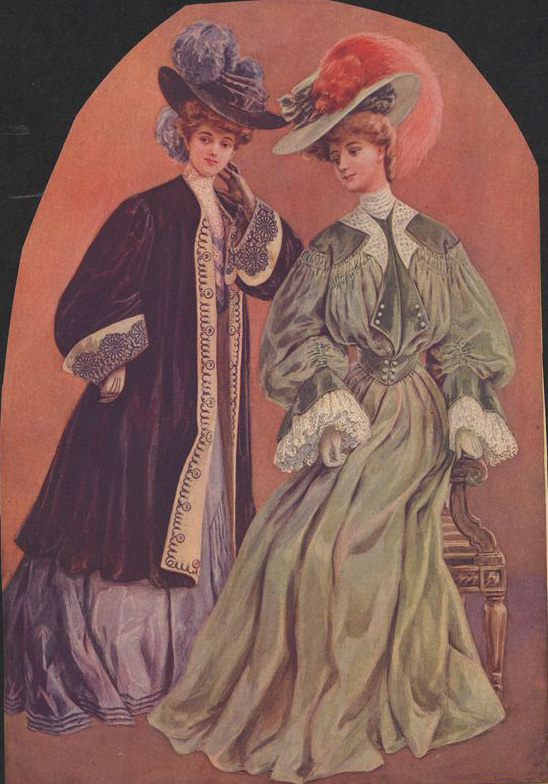
1904年の雑誌の挿絵、婦人の帽子に付けられた羽飾りは、エバーグレーズの水鳥から採られたものだった

水鳥が特に標的にされた。19世紀の後半から1920年代まで、その羽根が夫人の帽子の飾りに使われた。1886年、推計で500万羽の鳥が殺されて、羽が取られた。鳥の羽は春に交尾と巣作りのために色づくので、通常はその季節に撃たれた。帽子製造産業では羽飾りがエイグレットと呼ばれ、1915年では1オンス (28 g) 32ドルで売買され、金の価格にも相当した。帽子製造業は年間1,700万ドルの売り上げがあり、それが羽の狩猟者を動機付け、彼らは白鷺など大型の鳥類が巣作りする季節に、その巣の近くで待ち伏せ、小口径のライフルで親鳥を撃ち、ひな鳥は飢えるに任せていた。多くの狩猟者は羽のための狩猟の陰惨な結果を見た後では、狩猟に参加するのを拒んだ。それでもエバーグレーズの水鳥から採られた羽飾りは、ハバナ、ニューヨーク、ロンドン、パリで見られた。ニューヨークのある業者は少なくとも60人の狩猟者を雇って、「羽のある鳥ならなんでも、ただしアオサギ、ヘラサギ、その他華麗な鳥は特に」供給させた。狩猟者は運のいい日に100羽の鳥から羽を集めることができた。
羽の収穫は危険な仕事になった。全米オーデュボン協会が、マングローブの林にある営巣地で行われる大量の狩猟を心配するようになった。1902年、森林警備員のガイ・ブラッドリーを雇い、カスバート湖周辺の営巣地を監視させた。ブラッドリーはエバーグレーズの中にあるフラミンゴの町に住んでおり、1905年、隣人の1人が狩猟を行うのを止めようとした後で、その隣人に殺害された。1903年、セオドア・ルーズベルト大統領がペリカン島を野生生物保護区に設定して、最初の野生生物保護区を設立したのは野鳥保護のためだった。
1920年代、鳥類が保護されて、アリゲーターが絶滅寸前まで狩猟された後、アメリカからキューバにアルコールを密貿易しようという者達のために、禁酒法が制定された。ラム酒の密貿易業者は広大なエバーグレーズを隠匿場所に使った。そこをパトロールできるだけの警官がいなかった。漁業が始まり、鉄道が開通し、オキーチョビー湖の泥に銅を添加する利点が発見されると、ムーアヘイブン、クルーイストン、ベルグレードのような新しい町に、前例の無いような多くの住人を生んだ。1921年までに、オキーチョビー湖の周辺の16の新しい町に、2,000人の住人が住んでいた。南フロリダでサトウキビが主要農作物となり、大量生産されるようになった。マイアミでは第2次の不動産ブームが起こり、コーラルゲイブルズの開発業者は1億5,000万ドルを売り上げて、マイアミの北にある未開発の土地は、1エーカーあたり30,600ドルで売れると見ていた。マイアミは大都市となり、建築と文化のルネサンスを経験した。ハリウッド映画のスターがこの地域で休暇を過ごし、実業家は贅沢な家を建てた。マイアミの人口は5倍に増え、フォートローダーデールとパームビーチの人口も何倍にもなった。1925年、マイアミの新聞がある日に重さ7ポンド (3.2 kg) もある版を発行したが、その大半は不動産の広告だった。ウォーターフロントの土地が最も高値を付けた。マングローブの木が伐採され、ヤシの木を代わりに植えて、景色が良くなった。南フロリダのスラッシュ・パインが広く取り払われ、材木に使われたものもあったが、この木は密度が高く、釘を撃ちこんだ時に割れることが分かった。この樹種はシロアリへの耐性もあり、家屋の建設に必要とされるのが急だった。デイド郡の松林の大半が開発のために伐採された。

## ハリケーン
ライトが提案した運河はオキーチョビー湖の南に土地を造るということでは不成功だった。それは不動産開発業者が地元農夫に約束したことだった。1922年冬は例年になく降水が多く、地域は水に浸かった。ムーアヘイブンの町では1924年の6週間で46インチ (1,200 mm) の降水があった。技師達は農夫だけでなく商業漁業者のためにも水の流れを抑えるよう圧力を受けた。漁業者は湖の利害の一致しない水位について要求することが多かった。ジェイムズ・ライトが辞任した後に、運河建設の任に当たったフレッド・エリオットは「運河の片方の岸に居る人はその特別の用途のために水位を上げるよう望み、反対側に居る人はその目的のために水位を下げるよう望んでいる」とコメントしていた。

### 1926年マイアミ・ハリケーン

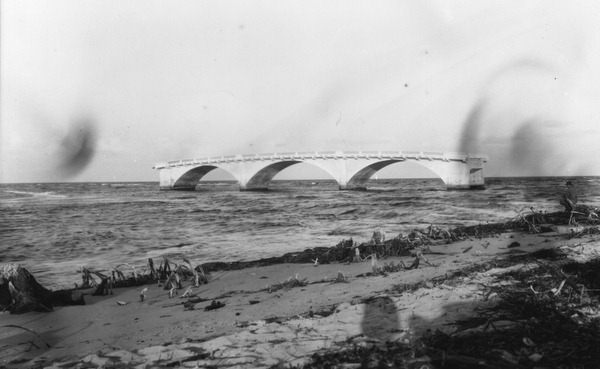
1926年マイアミ・ハリケーンで壊された橋の残骸

1920年代、土地と人口のブームを助長する条件が幾つか揃った。その1つは激しい嵐が無いことだった。その前の暴風は1906年のものであり、フロリダ・キーズを襲っていた。この嵐が無い期間を利用して多くの家屋が慌てて、しかもお粗末に建設された。しかし、1926年9月18日、後に1926年マイアミ・ハリケーンと呼ばれることになる嵐が、時速140マイル (62 m/s) 以上の風を伴って襲い、大きな被害を生じさせた。ある場所の高潮は15フィート (4.6 m) にもなった。ヘンリー・フラグラーの豪勢なロイヤルパーム・ホテルは、他の多くのホテルや建物と共に破壊された。この時に亡くなった人々の多くは、ハリケーンの目が頭上を通過した間に、その後では反対側から風が吹いて来ることを知らずに、道路に飛び出した者達だった。「小やみの時間は35分間続き、その間市内の通りは人々で込み合うようになった」と地元気象予報主任のリチャード・グレイが記していた。「その結果、嵐の第2段階の間に多くの命が失われた」と続けた。マイアミだけで115人が死亡した。死者の数には人種差別の思想が入っていたために、その総数は175人だった可能性もある。市内で25,000人以上の人々が家を失った。オキーチョビー湖に接するムーアヘイブンの町の被害が大きかった。泥で造られた堤防が崩壊し、町の人口1,200人のうち、400人近くが溺死した。オキーチョビー湖の堤防の頂部は湖水位から僅か18ないし24インチ (46 - 61 cm) 高いだけであり、技師達はその危険性を認識していた。ハリケーンが来る2日前、ある技師が「もし嵐に襲われたら、それが疾強風（秒速17-20m) であっても、ムーアヘイブンの町は水面下になる」と予言していた。この技師は洪水の中で、その妻と娘を失った。

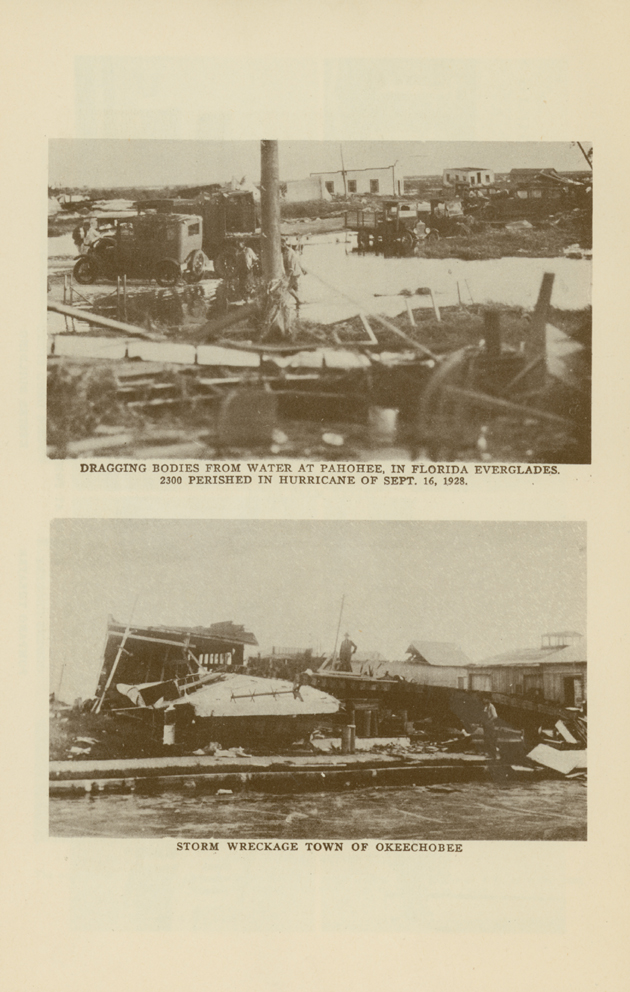
オキーチョビーの町の破壊状況、1928年

マイアミ市はハリケーンの影響を軽視し、救援も断った。「マイアミ・ヘラルド」は嵐から2週間後に、市内のほとんど全ての事情が通常に戻ったと宣言した。州知事も救援のための特別予算を割り当てるために議会の特別会期を招集せず、破壊の状況を最小化する動きを支持していた。その結果、本当に必要な救援資金500万ドルのうち、アメリカ赤十字社が集められたのは300万ドルに過ぎなかった。このように被害を隠蔽する動きがあったにも拘わらず、1926年のハリケーンは実質的にマイアミの土地ブームを終わらせた。排水委員会の委員たちは運河による効果を再評価せざるを得なくなった。オキーチョビー湖の周りに堤防を建設する2,000万ドルの計画は、資産税で賄われることになっていたが、懐疑的な有権者がそれを停止するよう訴訟を起こしたあとで、取り下げられた。それまでの運河に1,400万ドル以上が費やされ、それは過剰な水を排除したり、必要な時に配分したりするには効果が薄いことが分かった。

### 1928年オキーチョビー・ハリケーン
その後の2年間、気象は穏やかだった。1928年、タミアミ・トレイルの建設が完了した。この道路はタンパからマイアミまでの唯一の道路だったので、その語頭を集めて命名されていた。その建設業者は、石灰岩層の上にある泥を吹き飛ばし、それを岩石で埋めて舗装するやり方を何度か試みた。夏の間の激しい雨でオキーチョビー湖の水位が数フィート上がり、これに気付いた地元新聞の編集者が水位を下げるよう要求した。しかし1928年9月16日、現在は1928年オキーチョビー・ハリケーンと呼ばれる大型の嵐が襲った。オキーチョビー湖の堤が破れた時に数千人が溺れた。死者の推計値は1,770人（赤十字社による数字）から3,000人以上まで、幅が大きい。多くの者の遺体は流出して、回収されることはなかった。死者の大半は黒人の移民労働者であり、ベルグレードとその近くに移って来たばかりだった。この惨事は全国的なニュースとなり、今回も州知事は救援を拒否していたが、嵐から1週間後に現地を視察して、まだ埋葬されずあるいは集められてもいない遺骸126体を数えることになると、州軍を動員して後始末を要請した。この時に打った電報では「大げさではなく、嵐に襲われた地域の状況は筆舌に尽くしがたい」となっていた。

### ハーバート・フーバーの堤防

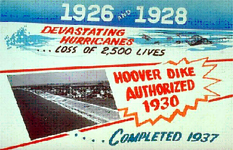
ハーバート・フーバーの堤防の完成を告げる広告

政府機関の関心は直ぐに排水から洪水制御に移った。州と連邦政府の予算が手当てされて、オキーチョビー洪水制御地区が1929年に創設された。ハーバート・フーバー大統領が1918年オキーチョビー・ハリケーンの被害を受けた町を視察し、自身技師でもある大統領がアメリカ陸軍工兵司令部に湖を囲む町を支援するよう命じた。1930年から1937年、湖の南縁に沿って長さ66マイル (106 km) の堤防が、また北縁にはやや短い堤防が築かれた。高さは34フィート (10 m)、厚みは湖水面で3.5フィート (1.1 m) 、頂部で3フィート (0.91 m) あり、陸地方向にも2フィート (0.61 m) あった。ハーバート・フーバー堤防とオキーチョビー湖の水の制御は連邦政府の権限となった。アメリカ合衆国は湖水位の上下限を14フィート (4.3 m) と17フィート (5.2 m) とすると宣言した。
幅80フィート (24 m)、深さ6フィート (1.8 m) の運河もカルーサハッチー川を通して大量に掘られた。湖水面が高すぎるときは、この運河を通してメキシコ湾に逃がされた。北岸堤防に沿ってエキゾチックな樹木が植樹された。オーストラリア松、ユーカリ、柳、竹だった。プロジェクト全体で、2,000万ドルが注ぎ込まれた。この堤防と運河が建設された後では、サトウキビの生産が拡大した。湖を囲む小さな町の人口は、第二次世界大戦の後で3,000人から9,000人に飛躍した。

## 旱魃
ハーバート・フーバー堤防の効果は即座に現れた。1930年代には長期の旱魃が起こり、オキーチョビー湖や運河、その他の水を除去する溝の壁、エバーグレーズが干上がった。泥炭は埃に変わり、塩辛い大洋の水がマイアミの井戸に入って来た。市が専門家を雇って調査させると、エバーグレーズの水は地域の地下水であり、それが地表に出ていることが分かった。エバーグレーズの排水がこの地下水を除去し、地域の井戸に浸み込んだ大洋海水で置き換えられていた。1939年、エバーグレーズの広さ100万エーカー (4,000 km2) が焼け、泥炭とソーグラスが焼ける黒雲がマイアミまで流れてきた。地下の泥炭が焼けて木や草の根を燃やし、他の場所では植物を燃やすこともなかった。排水前に土壌のサンプルを取っていた科学者は、エバーグレーズの泥炭と泥の有機的組成がバクテリアを含んでおり、酸素が無かったので水中での分解の過程にはほとんど加えられていなかったのを考慮していなかった。水が排されて酸素が土壌に混ぜられると直ぐに、バクテリアが土壌の分解を始めた。ある場所では家屋を高床式にする必要が生じ、表層土の深さ8フィート (2.4 m) が失われた。

### 保存の試み

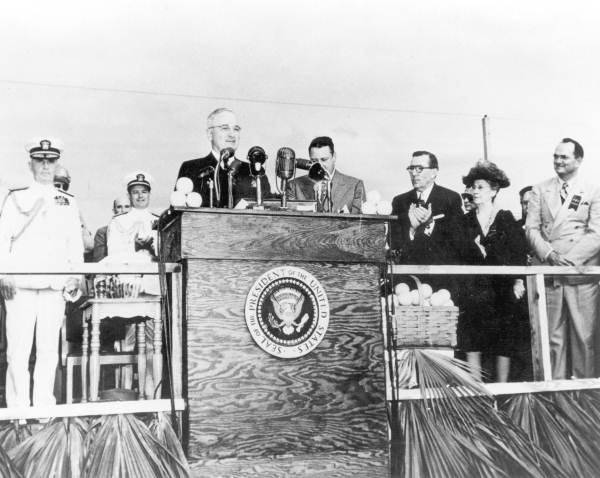
エバーグレーズ国立公園の指定を宣言するハリー・S・トルーマン大統領、1947年12月6日

エバーグレーズのことを心配する環境保護主義者は、マイアミが若い都市だったので少数意見者だった。南フロリダで最初かつ最も熱心な博物学者はチャールズ・トーリー・シンプソンであり、スミソニアン博物館を退職して53歳の1905年にマイアミに移って来た。シンプソンは「ビスケイン湾の賢人」とあだ名され、マイアミ周辺で見られる熱帯性植物の生態について数冊の著作を著した。彼の裏庭には熱帯性硬木の叢林があり、推計で約5万人の人々にそれを見せていた。開発に関しては議論を避ける傾向にあったが、「フロリダの装飾的ガーデニング」には「人類はどこでも、この自然が浪費した善良で美しいものを消費し、破壊する狂気の願望がある。」と記した。
エバーグレーズの一部を保護する考えは1905年に起こっていたが、それが結実したのは1928年、マイアミの景観デザイナーのアーネスト・F・コーがエバーグレーズ熱帯国立公園協会を設立した時だった。これは1934年にアメリカ合衆国議会で国立公園と宣言されるだけの支持を受けたが、世界恐慌の時代だったので、公園に提案される200万エーカー (8,100 km2) を買収するだけの金が無かった。実際に国立公園となったのは、13年後の1947年12月6日のことだった。
国立公園指定の1か月前、「マイアミ・ヘラルド」の元編集者でフリーランスのマージョリー・ストーンマン・ダグラスが、その最初の著作である『エバーグレーズ: 草の川』を出版した。彼女は5年間地域を調査した後、かなりの詳細にわたって南フロリダの歴史と生態系を記述し、エバーグレーズは淀んだ湿地ではなく川だと特徴づけた。ダグラスは後に「私の仲間のアート・マーシャルが、『草の川』という言葉で、皆の知識を変え、エバーグレーズが何を意味するのかについて世界を教育したと言っていた」と記していた。その最後の章は「第11時」と題され、エバーグレーズは死に近づいているが、その呪いは逆転もできると警告した。その初版は発売から1か月で売り切れた。

## 洪水制御
1947年、エバーグレーズ国立公園が指定されたのと時を同じくして、南フロリダには2つのハリケーンが到来し、雨季には100インチ (2,500 mm) の降水があり、10年間続いた旱魃が終わった。人的な被害は無かったが、牛や鹿が溺れ、郊外部では滞留水が数か月も残った。農業の被害は5,900万ドルに上った。エバーグレーズ排水地区の追い詰められた指導者は脅迫を受けた後で、防衛のために銃を携行した。

### 中部および南フロリダ洪水制御プロジェクト
1948年、アメリカ合衆国議会は「洪水制御とその他の目的のための中部および南フロリダ・プロジェクト」を承認し、エバーグレーズ排水地区とオキーチョビー洪水制御地区をその下に統合した。この機関は洪水管理のために4つの手段を用いた。すなわち、堤防、貯水地域、運河改良、および水頭を支援する大型ポンプである。1952年から1954年、フロリダ州と協力して、エバーグレーズ東部と、パームビーチからホームステッドまでの郊外部の間に長さ100マイル (160 km) の堤防を建設し、人口の多い地域への水の流入を止めた。1954年から1963年、エバーグレーズを流域で分けた。エバーグレーズ北部では水質保全地域があり、エバーグレーズ農業地域がオキーチョビー湖の南に接した。エバーグレーズ南部にはエバーグレーズ国立公園がある。堤防とポンプ場がそれぞれの水質保全地域に隣接し、それが乾季には水を放出し、洪水の時期には大西洋やメキシコ湾に水を排除してくみ出す。水質保全地域はエバーグレーズの当初面積の約37%を占めている。
1950年代と1960年代、南フロリダ都市圏が、国内の他の地域よりも4倍の速度で成長した。1940年から1965年、600万人の人々が南フロリダに移転した。毎週1,000人がマイアミに移転したという計算になった。1950年代半ばから1960年代後半の間の都市開発は4倍になった。エバーグレーズから排水した水の多くは、新しく開発された地域に送られた。都市圏が成長すると、急速な拡大に伴う都市の問題が生じた。交通渋滞、学校の過剰な混雑、犯罪、能力を超えたごみ処理であり、南フロリダの都市歴史では初めて、旱魃時の水不足が起きた。
30年の間に、中部および南フロリダ・プロジェクトは総延長1,000マイル (1,600 km) 以上の運河、数百か所のポンプ場、および堤防を建設した。映画『運命の水』を製作し、著作家のマイケル・グルンワルドによってプロパガンダとして特徴づけられ、自然を猛威の悪意ある叫びの力に擬え、機関の任務は自然を手なずけ、エバーグレーズを有益なものにすることであると宣言した。エバーグレーズ国立公園の管理者とマージョリー・ストーンマン・ダグラスは当初中部および南フロリダ・プロジェクトを支持していた。エバーグレーズの維持を約束し、水質を責任もって管理していたからだった。しかし、プロジェクトによる初期の報告書は、開発地域に近い人々への優先事項として、エバーグレーズに関する地元の態度を反映していた。「公園の美的な訴求は、家屋や生活の需要ほどには強くなり得ない。マナティやオーキッドは抽象的な方法で人々に何かを意味しているが、マナティはその財布を満たすことはできず、オーキッドはその空腹を満たすことはできない」と記した。
中部および南フロリダ・プロジェクトの設立は、エバーグレーズ国立公園の存続を完全に別の政体に依存させることになった。プロジェクトの1つは堤防29であり、公園の北縁に沿ったタミアミ・トレイルに沿って置かれた。堤防29は洪水制御ゲイトが4か所あり、エバーグレーズ国立公園に入る水を全て制御した。その建設前には、排水パイプを通じて水が流れ入った。1962年から1965年はエバーグレーズにとって旱魃の時期であり、堤防29は閉じられたままで、南フロリダにとっての水源であるビスケイン帯水層が満たされたままとなった。動物は水質保全地域3に保持された水を求めてタミアミ・トレイルを越え始め、多くが自動車に殺された。生物学者はエバーグレーズ国立公園にいるアリゲーターの生態数が半分になったと推計した。カワウソはほとんど絶滅寸前までになった。水鳥の生息数は1940年代から90%減らされた。公園管理部とアメリカ合衆国内務省が中部および南フロリダ・プロジェクトに援助を求めたとき、プロジェクトはエバーグレーズ国立公園の南縁にそって堤防を建設し、昔からマングローブの森を抜けてフロリダ湾に流れていた水を保持することにした。プロジェクトは公園に多くの水を送ることを拒否したが、公園の東側に接する運河67を建設し、オキーチョビー湖の過剰な水を大西洋に送った。

### エバーグレーズ農業地域

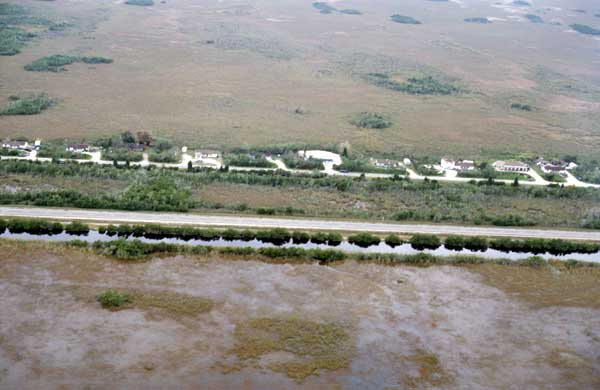
アメリカ地質調査所による写真、水質保全地域3（下、水がある）とエバーグレーズ国立公園（乾燥している）との境界、2003年

中部および南フロリダ・プロジェクトはエバーグレーズ農業地域のために47万エーカー (1,900 km2) を設立し、それは開発前のエバーグレーズの27%にあたった。1920年代後半、農業の実験でエバーグレーズの泥に大量の硫酸マンガンを添加すれば、利益の出る野菜を生産できることが示された。この化合物を100ポンド (45 kg) 添加すれば、肥料を1ショートトン (0.91 t) 加えるよりも費用対効果が良かった。エバーグレーズ農業地域の主要作物はサトウキビだったが、芝、豆類、レタス、セロリ、米も生産された。サトウキビは他の作物よりも統合化された産業になった。1940年、農園の連合がUSシュガーと名前を変え、エバーグレーズで生産される砂糖の86%を製造した。1930年代、サトウキビ農家の連合は、奴隷制度を想起させる労働慣習について捜査を受けた。雇用される可能性のある者は主に若い黒人男性であり、仕事に惹かれてアメリカ合衆国全国から集まって来ていたが、訓練、交通、居室と食事、その他の費用が掛かるので経済的な拘束があった。負債を追ったまま辞めると禁固期間を伴う懲罰があった。1942年までに、USシュガーは連邦裁判所から強制労働で告訴されたが、最後は法律の解釈で訴訟取り下げとなった。USシュガーは1960年代初期に始まった米国の対キューバ禁輸措置によって大きな恩恵を受けた。1958年、フィデル・カストロ政権ができる前に、フロリダで47,000エーカー (190 km2) の土地がサトウキビ栽培に使われており、それが1964年から1965年では228,000エーカー (920 km2) に広がっていた。1959年から1962年、地域の砂糖工場は2か所から6か所となり、そのうちベルグレードにある工場は何度か砂糖生産の世界記録を塗り替えた。
エバーグレーズ農業地域の畑は通常1区画40エーカー (160,000 m2) であり、2つの側面が運河に接し、それがさらに大きな運河に繋がれて、作物の必要性に応じてポンプで水を出し入れしている。サトウキビのための水位は、土壌面より20インチ (51 cm)  下で維持されるのが理想であり、サトウキビを収穫した後は、その茎が燃やされる。野菜はサトウキビよりも肥料を必要とするが、その畑は雨季に水浸しになることで、エバーグレーズの昔からある水文学に似ている可能性がある。しかし、サトウキビは乾季に水を必要とする。野菜に使われる肥料は、高い濃度の窒素やリンと共にサトウキビ生産に必要な腐葉土の副産物であり、エバーグレーズ農業地域の南部にある水質保全地域に、エバーグレーズ国立公園からポンプでくみ上げられることが多い。これらの水を大量に取り入れることで、エバーグレーズには外来種も取り込まれてきた。エバーグレーズの生態系の特性で決定的なものは、栄養に富んでいない環境で自立する能力であり、農薬を入れることでその生態系を変えつつある。

## 転換点
エバーグレーズ開発の転換点は、1969年、マイアミ国際空港がその能力を超えた時に、代替空港が提案されたことだった。土地開発業者は土地の取得を始め、1968年には1エーカーあたり180ドルだった。デイド郡港湾局が中部および南フロリダ・プロジェクト、エバーグレーズ国立公園の管理部、アメリカ合衆国内務省に相談せずにビッグサイプレス湿地の土地39平方マイル (100 km2) を買収した。エバーグレーズ国立公園の管理部はそれが公表されたその日に「マイアミ・ヘラルド」から、公式売買契約と空港を建設する合意を知った。デイド郡港湾局は購入した土地を整地し、単一の滑走路はパイロットの訓練用だと公表した。この新空港はシカゴ・オヘア国際空港、ワシントン・ダレス国際空港、ニューヨークのジョン・F・ケネディ国際空港、ロサンゼルス国際空港を合わせたよりも広い計画だった。選ばれた場所はエバーグレーズ国立公園の北6マイル (9.7 km) であり、水質保全地域3の中にあった。デイド郡港湾局の副局長は「ここはアメリカで最大級の人口集中地となる。我々は自らの責任に合わせ、この土地、海、上空に所有権を行使する全ての人の責任に合わせるために、人の意図するよりも高いオーダーで最善を尽くすつもりだ」と宣言した。
中部および南フロリダ・プロジェクトは、国内の環境保護団体100に手紙を出すことで、この計画に対する全国の注目を集めた。当初、地元の新聞の反応は、即座に計画に反対した環境保護団体を非難するものだった。「ビジネス・ウィーク」は、計画地の周りの土地価格が1エーカーあたり200ドルから800ドルに跳ね上がったと報道し、雑誌の「ライフ」は地域の商業的な関心に関する予測を記事にした。アメリカ地質調査所の空港に関する環境影響調査が始まり、「提案されている空港とその関連施設の開発は...南フロリダ、さらにはエバーグレーズ国立公園の生態系を容赦なく破壊するものである。」と報告した。この空港は100万人の市民の用に供し、6万人を雇用することが意図されていた。デイド郡港湾局長は雑誌「タイム」で、「私はアリゲーターよりも人間に興味がある。ここは航空に関する限り理想的な場所だ」と言ったと報告された。
環境影響調査によって、提案されている空港は1日400万ガロン (15,000 kL) のゴミを作り出し、ジェットエンジンによる汚染物を年間に1万ショートトン (9,100 t) を生み出すと示し、全国のメディアが注目した。雑誌「サイエンス」はこの空港計画を特集する環境保護のための連載記事で、「環境科学者はそれに次第に気付くようになっており、慎重な計画、地域の開発、自然資源の保護が無ければ手に手を携えて進めない」と記した。「ニューヨーク・タイムズ」はこれを「災害の青写真」と呼び、ウィスコンシン州の上院議員ゲイロード・ネルソンは、リチャード・ニクソン大統領に宛てて、その反対意見として「我々がこの国で我々の環境を守ることに真に対処しているか否かの試験である」と書き送った。フロリダ州知事のクロード・カークは保護に賛成していたのを引っ込め、78歳になっていたマージョリー・ストーンマン・ダグラスは説得されてそれに反対する数百回の演説を行う旅に出た。ダグラスは「エバーグレーズの友」という組織を設立し、3,000人以上の人々に会員になるよう勧めた。当初、アメリカ合衆国運輸省は空港を支持するために予算を約束していたが、圧力を受けた後に、ニクソンが交通省の判断を差し戻した。ニクソンはその代わりにビッグサイプレス国定保護地を設立し、それを議会の進める1972年環境プログラムに対する特別メッセージとすると宣言した。この空港論議に続いて、エバーグレーズの復元が、州全体の優先事項となるだけでなく、国際的な優先事項にもなった。1970年代、エバーグレーズはユネスコによる国際生物界保護地と世界遺産に指定され、またラムサール条約による国際的な重要性のある湿地に指定された。これら3つの指定を受けたことでは、地球上に3か所しかないものの1つとなった。